# Grodzisk Wielkopolski

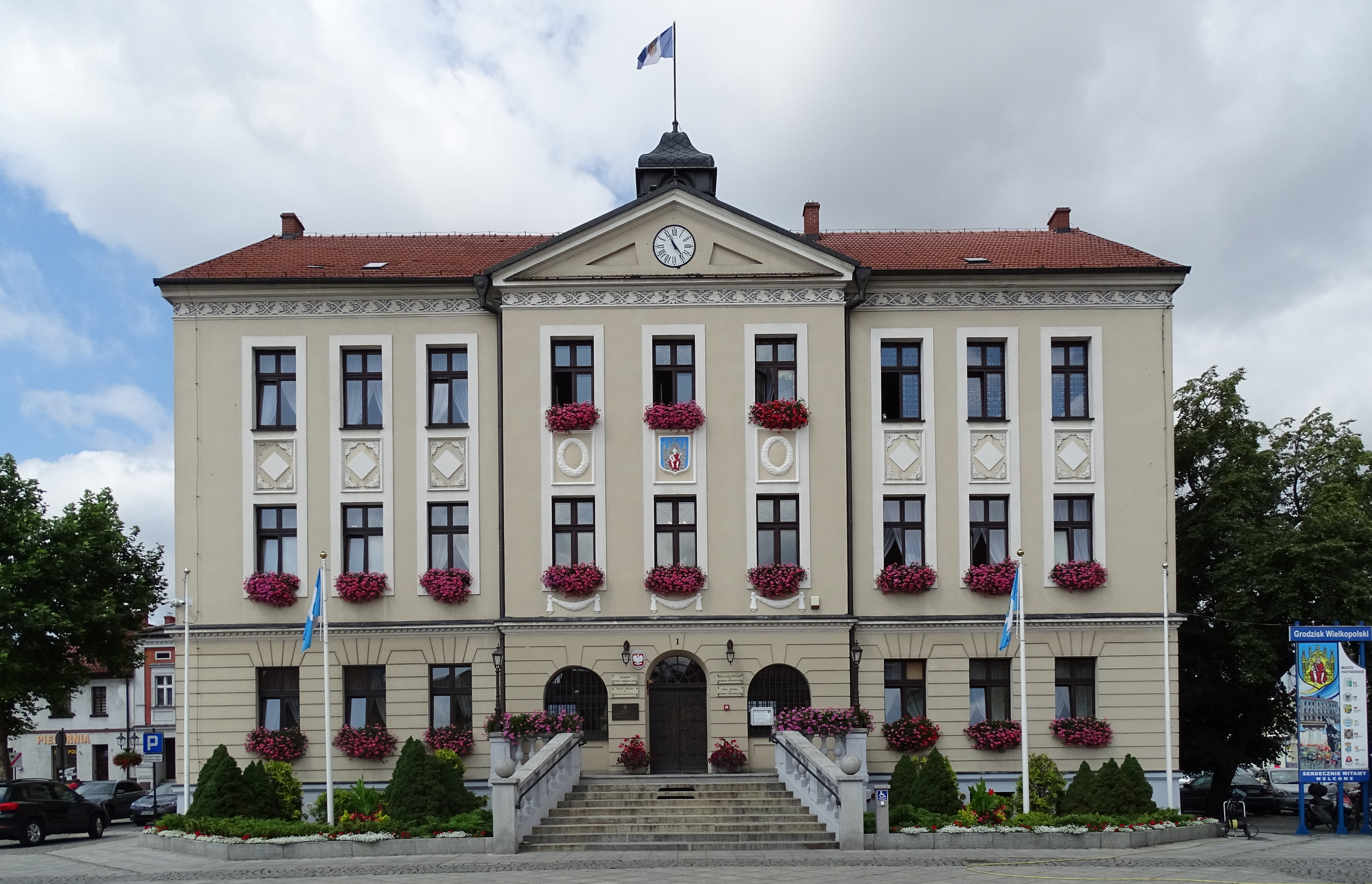
Radnice.

Grodzisk Wielkopolski (německy Grätz) je jedno z nejstarších polských měst, ležící ve Velkopolsku. Je centrem okresu Grodzisk Wielkopolski.
V současnosti má rozlohu 18,09 km² a 13 833 obyvatel. Leží asi 43 kilometrů jihozápadně od Poznaně. Přípona „Wielkopolski“ město odlišuje od města Grodzisk Mazowiecki ve východním Polsku.
První písemná zmínka pochází z roku 1257 (pod názvem Grodisze) v dokumentu Přemysla I. Velkopolského.
Je zde fotbalový klub KS Dyskobolia Grodzisk Wielkopolski.

## Partnerská města
- Betton, Francie
- Delligsen, Německo
- Merksplas, Belgie
- Torrelodones, Španělsko
- Dolyna, Ukrajina
- Biržai, Litva

## Významní rodáci
- Rudolf Mosse (* 1843), německý nakladatel, zakladatel zdejší nemocnice
- Michał Drzymała (* 1857), poský národovec
- Salomon Herzfeld (* 1875), německý právník a notář
- Hans Heinrich Müller (* 1879), německý architekt